# Mayday (фильм)
Мэйдэй — будущий американский приключенческий боевик режиссёров Джонатана Голдштейна и Джона Фрэнсиса Дэйли. Главные роли в фильме исполнят Райан Рейнольдс и Кеннет Брана.

## Сюжет
Подробности сюжета держатся в тайне, но известно, что действие фильма будет разворачиваться во время Холодной войны, в 1987 году.

## В ролях
- Райан Рейнольдс
- Кеннет Брана[3]
- Мария Бакалова

## Производство
О начале работы над фильмом стало известно в июне 2023 года. Созданием приключенческого боевика Mayday для Apple TV+ занимаются компании Apple Original Films, Skydance Media и Maximum Effort. Режиссёрами фильма и авторами сценария стали Джонатан Голдштейн и Джон Фрэнсис Дэйли. На главные роли были приглашены Райан Рейнольдс и Кеннет Брана. В апреле 2024 года к актёрскому составу присоединились Мария Бакалова, Марцин Дорочиньский, Ловелл Адамс-Грей и Кларк Джонсон.
Основные съёмки начались 4 марта 2024 года в Монреале и, как ожидается, продлятся до 8 мая под рабочим названием «Blackbird». Также съёмки запланированы в Сан-Диего и Будапеште.